# جيم بينيت
جيم بينيت (بالإنجليزية: Jim Bennett)‏ هو مؤرخ بريطاني، ولد في 1947.

## وصلات خارجية
- جيم بينيت على موقع IMDb (الإنجليزية)